# Pseudodolbina veloxina
Pseudodolbina veloxina är en fjärilsart som beskrevs av Rothschild 1894. Pseudodolbina veloxina ingår i släktet Pseudodolbina och familjen svärmare. Inga underarter finns listade i Catalogue of Life.